# قرار مجلس الأمن التابع للأمم المتحدة رقم 1485
قرار مجلس الأمن التابع للأمم المتحدة رقم 1485، المتخذ بالإجماع في 30 مايو 2003، بعد التذكير بجميع القرارات السابقة بشأن الوضع في الصحراء الغربية، ولا سيما القرار 1429 (2002)، مدد المجلس ولاية بعثة الأمم المتحدة للاستفتاء في الصحراء الغربية لمدة شهرين حتى 31 يوليو 2003.
مدد مجلس الأمن عملية البعثة للسماح المغرب وجبهة البوليساريو بمزيد من الوقت للنظر في المقترحات التي قدمها المبعوث الشخصي للأمين العام جيمس بيكر للتوصل إلى حل سياسي للنزاع، وتقديم وجهات نظرهم حول خطة بيكر. نص الاقتراح على تقرير المصير لشعب الصحراء الغربية. وبالإضافة إلى ذلك، أُثني على الممثل الخاص للأمين العام لما بذله من جهود لحل القضايا الإنسانية ولتنفيذ تدابير بناء الثقة التي اقترحها مفوض الأمم المتحدة السامي لشؤون اللاجئين.

## روابط خارجية
- نص القرار في undocs.org